# Charlotte Naumann
Charlotte Naumann (* 21. Oktober 1880 in Dresden; † 22. Januar 1968 in Dresden-Loschwitz) war eine deutsche Malerin und Grafikerin.

## Leben und Werk
Charlotte Naumann nahm in Dresden privaten Unterricht bei Richard Müller und Georg Lührig, weil Frauen erst ab 1919 zum Studium an der Akademie zugelassen waren. 1905 studierte sie in Paris an der Académie Colarossi, die Studentinnen ausdrücklich zuließ, und 1908 hielt sie sich zum Studium in München auf. Ab 1909 lebte sie in Dresden und arbeitete als freischaffende Künstlerin. Sie war Mitglied des Deutschen Künstlerbunds und in der Zeit des Nationalsozialismus obligatorisch der Reichskammer der bildenden Künste.
Das Dresdner Adressbuch verzeichnete sie als Malerin u. a. 1943/1944 in der Forststraße 33. Ab 1946 wohnte sie der Malerstraße 7 in Loschwitz. Ihr Grab befindet sich auf dem Loschwitzer Friedhof.

## Werke (Auswahl)

### Tafelbilder
- Herbststrauß (1934 auf der Sächsischen Kunstausstellung)
- Im Garten (1934 auf der Sächsischen Kunstausstellung)
- Blick über Gärten (1935 auf der Dresdner Kunstausstellung)

### Druckgrafik
- Exmusicis – Alfred Legler (um 1910, Exlibris; Radierung, 174 × 133; u. a. im Kupferstichkabinett Dresden, Inv.-Nr. A 1995-10588)[1]
- Lisbeth Bähr (1948)[2]

### Entwürfe für Werke im öffentlichen Raum
- Gedenkstein für die Gefallenen des Ersten Weltkriegs in der Fürstenschule Grimma, heute Gymnasium St. Augustin (1921)
- Kriegerdenkmal in Mostek nad Labem (1924)

## Teilnahme an Ausstellungen (unvollständig)
- 1906: Dresden, Brühlsche Terrasse, Sächsische Kunstausstellung
- 1910: Darmstadt, Städtisches Ausstellungsgebäude auf der Mathildenhöhe, Ausstellung des Deutschen Künstlerbunds Darmstadt
- 1910: Hamburg, Galerie Commeter, III. Graphische Ausstellung des Deutschen Künstlerbunds
- 1912: München, Kunstausstellungsgebäude am Königsplatz, Frühjahrsausstellung der Münchner Secession[3]
- 1914: Leipzig, Internationale Ausstellung für Buchgewerbe und Graphik (Bugra)
- 1934: Dresden, Brühlsche Terrasse, Sächsische Kunstausstellung
- 1935: Dresden, Dresdner Kunstausstellung